# El Independiente (Argentina)
El Independiente es un diario argentino publicado en la ciudad de La Rioja, Argentina.

## Historia
Fue fundado el 12 de octubre de 1959 por los hermanos Mario Paoletti y Alipio Paoletti. Actualmente es propiedad de la empresa cooperativa Copegraf Ltda. y Medios El Independiente donde lo conforma Radio El Independiente (FM 99.1 MHz).